# Fritz Drazan
Friedrich „Fritz“ Drazan (* 13. Jänner 1957 in Mödling; † 29. Juli 2019) war ein österreichischer Fußballspieler und -trainer. Er war der Vater des österreichischen Nationalspielers Christopher Drazan.

## Spielerkarriere

### Karrierebeginn und erste Erfolge mit der Austria
Fritz Drazan wurde am 13. Jänner 1957 in Mödling geboren und wuchs in Vösendorf auf. Noch in seiner Jugend trat er für den FC Austria Brunn aus der Nachbargemeinde Brunn am Gebirge in Erscheinung und schaffte im Jahre 1973 den Sprung zum österreichischen Bundesligisten FK Austria Wien, der für den damals 16-Jährigen eine Ablösesumme in Höhe von 70.000 Schilling bezahlte. Anfangs noch in der vereinseigenen Jugend eingesetzt, kam der Mittelfeldakteur gegen Ende der Saison 1974/75 zu seinem Profidebüt in der Herrenmannschaft des Klubs. Nachdem er davor bereits Anfang Mai und Anfang Juni 1975 in zwei Freundschaftsspielen im Herrenteam zum Einsatz gekommen war, setzte ihn Trainer Josef „Pepi“ Argauer im letzten Meisterschaftsspiel am 20. Juni 1975 gegen den SK Sturm Graz ab der 74. Spielminute für den späteren österreichischen Nationalspieler Felix Gasselich ein. Das vor lediglich 750 Zuschauern im Horr-Stadion ausgetragene Spiel endete in einer 2:4-Heimniederlage der Wiener, die zu dieser Zeit noch in einer Spielgemeinschaft mit dem Wiener AC in Erscheinung traten. Im Endklassement belegte er mit der Mannschaft den vierten Rang, was einen Startplatz im Mitropapokal 1975/76 bedeutete.
In der darauffolgenden Spielzeit 1975/76 startete Drazan unter Karl Stotz, nachdem er in den ersten fünf Meisterschaftsrunden noch ohne Einsatz geblieben war, ab September 1975 als Stammkraft in die Meisterschaft. Bei seinem dritten Ligaeinsatz in dieser Saison erzielte er bei einem 4:0-Heimerfolg über den Grazer AK sein erstes Pflichtspieltor für die Violetten und absolvierte am 30. September 1975 sein erstes internationales Pflichtspiel, als er bei einer 1:2-Niederlage gegen die AC Perugia im Mitropapokal zum Einsatz kam. Im Mitropapokal wurde Drazan in allen vier Partien seiner Mannschaft eingesetzt und erreichte in der Gruppe B hinter dem FK Velež Mostar aus der SFR Jugoslawien und vor der AC Perugia aus Italien den zweiten Platz. Im Finale setzte sich die SSW Innsbruck, die die Gruppe A gewonnen hatte, gegen den Klub aus der Herzegowina mit einem Gesamtergebnis von 6:2 klar durch. In der Liga brachte es der 18- bzw. 19-jährige Mittelfeldakteur auf 26 von 36 möglich gewesenen Einsätzen, wobei er vier Treffer beisteuerte und im Endklassement mit sieben Punkten Vorsprung auf den amtierenden Meister und Pokalsieger den ersten Platz belegte. Im ÖFB-Cup 1975/76 war für die Mannschaft bereits in der zweiten Runde, nach einer 3:4-Niederlage gegen den SC Tulln, Schluss.

### Weitere Erfolge und Mitglied der 78er-Mannschaft
Nachdem er bereits in der Saisonvorbereitung äußerst torgefährlich aufgefallen war, startete Drazan mit der Teilnahme am Intertoto-Cup 1976 in die Spielzeit 1976/77. Mittlerweile als klarer Stammspieler im Mittelfeld der Wiener absolvierte er zumindest vier der sechs Gruppenspiele seiner Mannschaft, die es am Ende lediglich auf den vierten und damit letzten Platz der Gruppe 5 brachte und Teams wie Zbrojovka Brünn, den MSV Duisburg oder den FC Zürich vor sich ließ. Als Stammkraft unter Karl Stotz startete er Anfang August in die Österreichische Fußballmeisterschaft 1976/77 und entwickelte sich in der Folgezeit zu einem der am meisten eingesetzten Kaderspieler Wiener Austria. Als Meister der vorangegangenen Saison hatte sich der Verein auch für den Europapokal der Landesmeister 1976/77 qualifiziert und startete im September 1976 in der ersten Runde in ebendiesen.
Nach einem 1:0-Erfolg über Borussia Mönchengladbach im Hinspiel ereilte das Team im Rückspiel eine deutliche 0:3-Niederlage gegen den späteren Finalisten, was ein vorzeitiges Ausscheiden aus dem Turnier bedeutete. Drazan war in beiden Partien gegen die Deutschen im Einsatz. In der Liga trat der gebürtige Mödlinger regelmäßig als Torschütze und Assistgeber, dabei häufig für Julio Morales, in Erscheinung. Am Ende hatte er es auf 35 von 36 möglich gewesenen Ligaeinsätzen gebracht und dabei elf Treffer erzielt. In der Endtabelle rangierte er mit dem Team jedoch mit acht Punkten Rückstand auf die in dieser Zeit zumeist überragende SSW Innsbruck und mit zwei Zählern hinter dem Stadtrivalen SK Rapid Wien auf dem dritten Tabellenplatz. Anders als noch in der Saison davor, feierte Drazan mit der SpG Austria/WAC Erfolge im ÖFB-Cup. Nachdem er auch hierbei als Stammspieler im Einsatz war, gewann er mit seinem Team die beiden Finalbegegnungen mit dem Lokalrivalen Wiener Sport-Club im Weststadion mit 3:0 und 1:0 und konnte sich somit als österreichischer Pokalsieger für den Europapokal der Pokalsieger 1977/78 qualifizieren.
Zur Saison 1977/78 erhielt der Verein mit den Austria Tabakwerken nicht nur einen neuen Hauptsponsor, sondern mit dem Grazer Hermann Stessl auch einen neuen Cheftrainer. Unter Stessl musste sich Drazan, der zwar in der Saisonvorbereitung außerordentlich torgefährlich war, erst einen Stammplatz erkämpfen und wurde oftmals nur als Ersatzspieler eingesetzt bzw. gehörte gar nicht erst zum erweiterten Kader. Verhältnismäßig schwer tat sich Drazan, sich gegen teilweise gleichaltrige Mittelfeldakteure im Kader durchzusetzen; so konnten Spieler wie Herbert Prohaska, Felix Gasselich, Karl Daxbacher oder Ernst Baumeister deutlich mehr Einsätze als Drazan absolvieren. Dennoch konnte der 20- bzw. 21-Jährige als Vorlagengeber für den sogenannten Hundertjährigen Sturm rund um Hans Pirkner, Thomas Parits und Julio Morales fungieren, obwohl er es selbst nur zu zwei Toren bei 24 Ligaspielen gebracht hatte. Zu regelmäßigen, wenn auch oftmals nur kurzen, Einsätzen brachte es der 1,80 m große Rechtsfuß immerhin im Europapokal der Pokalsieger 1977/78. Nach einem knappen Weiterkommen gegen Cardiff City in der ersten Runde, schaffte es die Austria aufgrund der Auswärtstorregel nach Spielen gegen Lokomotíva Košice in Runde 2 auch ins nachfolgende Viertelfinale. In diesem traf die Mannschaft auf Hajduk Split; nach einem 1:1-Remis im Hinspiel, in dem Drazan erstmals während dieser internationalen Partien nicht zum Einsatz kam, gewann das Team nach einem 1:1-Remis in der Verlängerung die Auswärtsbegegnung noch im Elfmeterschießen und zog ins Halbfinale ein.
Auf eine dortige 1:2-Auswärtsniederlage gegen Dynamo Moskau folgte vor einer Kulisse von über 72.000 Zuschauern im Praterstadion im Rückspiel eine 2:0-Führung der Austria, die am Ende noch, nach einem Tor durch Andrei Jakubik, zu einem 2:1-Endstand am Ende der regulären Spielzeit und somit in ein abermaliges Elfmeterschießen führte. Fritz Drazan war von Beginn an und über 85. Minuten im Einsatz, ehe er durch Günther Pospischil ersetzt wurde. Wie bereits im Viertelfinale war auch diesmal Hubert Baumgartner, der Torhüter der Wiener, eine der herausragendsten Persönlichkeiten, die die Mannschaft am Ende ins Europapokalfinale nach Paris brachte. Vor etwas über 48.000 Zuschauern verlor die Austria das am 3. Mai 1978 ausgetragene Finale im Parc des Princes klar mit 0:4; Drazan wurde in diesem Spiel in der 74. Minute für den Uruguayer Julio Morales eingewechselt. Drei Tage nach dem Finale beendete er mit der Mannschaft auch die Österreichische Fußballmeisterschaft 1977/78, nachdem er mit der Austria bereits sechs Runden vor Schluss als Meister festgestanden war; am Ende lag man 14 Punkte vor dem nächsten Verfolger, dem SK Rapid Wien. Im ÖFB-Cup 1977/78 war Drazan diesmal in zumindest drei Spielen im Einsatz und schied mit seinem Team im Halbfinale gegen die SSW Innsbruck aus.

### Wechsel zu Admira/Wacker und VOEST Linz
Im Anschluss an diese Erfolgssaison beugte sich Drazan dem Druck aus den eigenen Reihen und trat einen Wechsel zum FC Admira/Wacker, der in der vorangegangenen Spielzeit aufgrund eines minimal besseren Torverhältnisses gerade noch den Klassenerhalt in der 1. Division geschafft hatte, an. Während sein Ex-Verein weiterhin Triumphe einfuhr, blieb Drazan mit Admira/Wacker lediglich im Tabellenmittelfeld. Der einstige ungarische Nationalspieler Rudolf Illovszky setzte ihn zwar von Beginn an als Stammspieler ein, jedoch war es eine Verletzung, die sich der Mittelfeldakteur im November 1978 zuzog, die ihn für die restliche Spielzeit ausfallen ließ. So brachte er es auf lediglich zwölf Einsätze in der 1. Division 1978/79 und rangierte mit dem Klub am Ende auf dem siebenten Tabellenplatz. Wesentlich erfolgreicher verlief der ÖFB-Cup 1978/79, in dem Drazan jedoch nur bis zum Achtelfinale eingesetzt war und danach aufgrund seiner Verletzung pausieren musste. Hierbei brachte es die Admira bis ins Finale, das schlussendlich mit einem Gesamtergebnis von 1:2 aus Hin- und Rückspiel gegen die SSW Innsbruck verloren wurde.
Nach nur einer Spielzeit in der Südstadt wechselte Drazan ein weiteres Mal den Verein und schloss sich dem Ligakonkurrenten SK VOEST Linz, der in der vorangegangenen Saison ebenfalls in der Tabellenmitte vertreten war, an. Bei einem noch etwas verhaltenen Saisonstart 1979/80 begann er unter Ferdinand Milanovich mit regelmäßigen Einsätzen in der Startformation, musste aber schon bald anderen Mitspielern auf der Mittelfeldposition Platz machen. Über einen Zeitraum von rund zwei Monaten kam der damals 22-Jährige zwischen September und November 1979 kaum zu Einsatzminuten und brachte es erst einige Wochen nach dem Abgang von Milanovich als Cheftrainer unter dem neuen Trainer Günter Praschak wieder zu regelmäßigen Einsätzen. Dies änderte sich jedoch auch wieder im Frühjahr 1980, als der Neuzugang des Winters, der Däne Ove Flindt-Bjerg, seine angestammte Position einnahm und Drazan fortan nur mehr als Ersatzspieler und oftmals nur für wenige Minuten eingesetzt wurde. Bis zum Ende der Meisterschaft hatte er es auf 26 von 36 möglich gewesenen Einsätzen, sowie auf fünf Tore gebracht, war jedoch nur in vier der 26 Partien über die vollen 90 Minuten auf dem Rasen. Im Endklassement rangierte der Werkssportverein der VÖEST mit sieben Zählern hinter dem FK Austria Wien auf dem zweiten Tabellenplatz – punktegleich mit dem Stadtrivalen LASK, der eben erst in die Erstklassigkeit aufgestiegen war. Im österreichischen Fußballpokal 1979/80, in dem Drazan ebenfalls zu Einsätzen kam, schaffte es die Mannschaft bis ins Viertelfinale und unterlag in diesem mit 1:3 der Wiener Austria.
Auch in der nachfolgenden 1980/81 blieb der Rechtsfuß bei den Stahlstädtern, konnte sich am Ende mit dem Team jedoch nur Tabellenmittelfeld absetzen und scheiterte auch im ÖFB-Cup 1980/81 bereits im Achtelfinale gegen Rapid Wien. Weitere Pflichtspieleinsätze konnte Drazan in dieser Saison im UEFA-Pokal 1980/81, als er mit den Linzern bereits in Runde 1 gegen Zbrojovka Brünn ausschied, sowie im Intertoto-Cup 1980 absolvieren. In der Gruppe 6 des Intertoto-Cups belegte VOEST Linz den dritten Platz hinter Internacionál Bratislava und Gruppensieger Halmstads BK, sowie vor dem BSC Young Boys. Anfangs noch von Praschak als Stammspieler gehandhabt, wurden seine Einsätze bereits nach wenigen Spielrunden wieder deutlich weniger. Spätestens ab Oktober 1980 war er wieder als Ersatzspieler zurückgefallen und musste Spielern wie Ove Flindt-Bjerg, Manfred Mertel oder auch jüngeren Spielern wie Helmut Wartinger, Manfred Schill, Jürgen Werner oder Georg Zellhofer den Vortritt lassen. Bei lediglich 15 Ligaauftritten kam der 24-Jährige Mittelfeldspieler nur einmal – bei einem 4:1-Sieg über den Stadtrivalen LASK in der dritten Meisterschaftsrunde – zum Torerfolg.

### Über Eisenstadt zurück zur Austria
Nach zwei Spielzeiten in der oberösterreichischen Landeshauptstadt wechselte Drazan zum SC Eisenstadt, der gerade in die 2. Division abgestiegen war, nachdem er lediglich eine Saison in der höchsten Fußballliga des Landes verbracht hatte. Bei den Burgenländern soll er daraufhin als Stammspieler aktiv gewesen sein und schaffte es mit dem Team am Ende der Saison 1981/82 auf den zweiten Tabellenplatz hinter dem SK Austria Klagenfurt. Bereits beim zweiten Saisonspiel, einem 5:1-Heimerfolg über die Kapfenberger SV, trat der Rechtsfuß erstmals als Torschütze der Eisenstädter in Erscheinung. Im ÖFB-Cup scheiterte er mit der Mannschaft im Viertelfinale gegen die SSW Innsbruck. Aufgrund einer Ligareform kam es zu einer Aufstockung der 1. Division von zehn auf nunmehr 16 Mannschaften, was mit Saisonende 1981/82 in Kraft trat. Somit war es den ersten sechs Mannschaften der 2. Division der Saison 1981/82 möglich in die nächsthöhere Spielklasse aufzusteigen; Absteiger aus der 1. Division gab es 1981/82 keinen.
Nach dem Aufstieg in die 1. Division agierte Drazan unter seinem Trainer Josef Schneider weiterhin als Stammspieler und verpasste nur zwei von 30 möglich gewesenen Ligapartien. Ansonsten war er zumeist über die volle Spieldauer im Mittelfeld der Burgenländer aktiv und steuerte über den gesamten Saisonverlauf vier Ligatore bei. Nachdem er mit dem Team einen Großteil der Saison im Tabellenmittelfeld verbracht und es bis auf den vierten gebracht hatte, konnte das Team um den mittlerweile 26-Jährigen keines der letzten zehn Saisonspiele mehr gewinnen und beendete die Spielzeit auf dem neunten Tabellenplatz. Dennoch wurde der SC Eisenstadt auserwählt, um in der nachfolgenden Saison am Intertoto-Cup 1983, sowie am Mitropapokal 1983/84 teilzunehmen. Für die Eisenstädter sollte das letztgenannte Turnier mit dem Sieg und damit dem größten Erfolg in der Vereinsgeschichte enden; Drazan war daran nicht mehr beteiligt, da er noch in der Sommerpause zum FK Austria Wien zurückgekehrt war.
Bei den Austrianern, die zu diesem Zeitpunkt von Václav Halama trainiert wurden, kam er gleich von Beginn der Saison 1983/84 an als Stammspieler an der Seite von Herbert Prohaska, der gerade von seiner Zeit als Legionär in Italien zurückgekehrt war, dem langjährigen Austria-Spieler Ernst Baumeister und dem aus Zagreb kommenden Neuzugang Džemal Mustedanagić zum Einsatz. Auch Karl Daxbacher oder István Magyar kamen in dieser Zeit im Mittelfeld der Wiener zu ihren Einsätzen. Zusammen mit dem Stadtrivalen SK Rapid Wien, der zu dieser Zeit amtierender Meister und Cupsieger war, dominierte die Austria die Liga und konnte sich, nachdem sie über einen Großteil der Saison auf dem ersten Tabellenplatz rangierte, ebendiesen halten und den 16. österreichischen Meistertitel in der Vereinsgeschichte holen. Drazan war bis zur Winterpause in allen Meisterschaftsspielen im Einsatz gewesen und hatte einen Großteil hiervon auch über die vollen 90 Minuten absolviert, kam jedoch im anschließenden Frühjahr, größtenteils verletzungsbedingt, nur mehr in zwei Ligaspielen zum Einsatz und fiel den Rest der Saison aus. Des Weiteren absolvierte er für die Austria alle internationalen Spiele im UEFA-Pokal 1983/84, in den die Mannschaft in der ersten Runde gegen den FC Aris Bonneweg einstieg und nach Siegen über diesen, Stade Laval in Runde 2 und Inter Mailand in der dritten Runde erst im Viertelfinale gegen Tottenham Hotspur ausschied. Im ÖFB-Cup 1983/84 schaffte die Austria ebenfalls den Finaleinzug, unterlag in diesem jedoch dem SK Rapid Wien. Nach einem 3:1-Sieg im Hinspiel verloren die Violetten das Rückspiel mit 0:2, weshalb Rapid aufgrund der Auswärtstorregel Pokalsieger wurde.

### Ersatzspieler bei der Austria und Rückkehr nach Eisenstadt
Ab der Saison 1984/85 trat Drazan unter seinem einstigen Teamkameraden Thomas Parits, der zur Sommerpause Halama als Austria-Trainer abgelöst hatte, in Erscheinung, brachte es jedoch auch hier kaum zu Einsätzen. Drazan versäumte den kompletten Herbstdurchgang, darunter auch die nicht erfolglose Teilnahme der Austria beim Europapokal der Landesmeister 1984/85, als die Mannschaft erst im März 1985 im Viertelfinale knapp gegen den FC Liverpool unterlag. In der Liga absolvierte er erst am 16. März 1985, dem zweiten Spiel im Frühjahr, bei einem 1:0-Auswärtssieg über den SC Eisenstadt sein erstes Spiel, bei dem er jedoch lediglich in der 89. Spielminute für den gerade 21 Jahre alt gewordenen Toni Polster auf den Rasen kam. Obwohl er im darauffolgenden Meisterschaftsspiel an der Seite von Baumeister, Prohaska und Dihanich über die volle Spieldauer zum Einsatz gekommen war, blieb es hierbei bei einer Ausnahme. Bis zum Saisonende, als der FK Austria Wien nach lediglich einer einzigen Saisonniederlage überragend österreichischer Meister wurde, hatte es Drazan auf nur fünf weitere Einsätze gebracht. Auch ein Tor, beim 4:0-Auswärtssieg über den Favoritner AC in der 27. Runde, konnte der 28-jährige Rechtsfuß beisteuern. Wie in der vorangegangenen Saison schaffte er es mit seinem Team erneut ins ÖFB-Cup-Finale; in der Saison 1984/85 schied er erst im Elfmeterschießen gegen den Stadtrivalen Rapid aus; Drazan selbst konnte seinen geschossenen Elfmeter verwandeln.
Auch nach einem weiteren Trainerwechsel im Sommer 1985 – Erfolgstrainer Hermann Stessl kehrte wieder zur Austria zurück – wurde Drazan kaum berücksichtigt. In den ersten zehn Meisterschaftsspielen brachte er es lediglich zu zwei Meisterschaftseinsätzen und kam erst nach einem Kurzeinsatz in der 1. Runde des Europapokals der Landesmeister 1985/86 gegen den BFC Dynamo Anfang Oktober 1985 zu regelmäßigen Einsätzen in der Liga. Bis zur Winterpause hatte er es insgesamt auf neun Ligaeinsätze gebracht, von denen er jedoch nur in einem einzigen von Beginn an und über die vollen 90 Minuten auf dem Platz war. In weiterer Folge verließ er den Verein im Winter und kam bald darauf beim SC Eisenstadt unter. Es ist davon auszugehen, dass er sich erst im Sommer 1986 den Eisenstädtern angeschlossen hatte, jedenfalls kam er in den Play-offs 1985/86 für keine der beiden Mannschaften zum Einsatz. Während die Austria abermals österreichischer Meister wurde, belegte der SC Eisenstadt in der Saison 1985/86 den vierten Platz in den Mittleren Play-offs. Gleich im ersten Saisonspiel der darauffolgenden Spielzeit 1986/87 wurde Drazan von Trainer Ernst Weber als Stammspieler im Mittelfeld der Burgenländer eingesetzt und steuerte bei der 1:3-Niederlage gegen den SK VOEST Linz den einzigen Treffer seines Teams bei. Weber setzte ihn auch danach als Stammkraft ein; dabei zumeist an der Seite von István Magyar und Johann Schöll, aber auch Mittelfeldspielern wie Josef Heiling und Michael Fleischhacker.
Als Weber nach sechs sieglosen Spielen in Folge nach der 19. Runde entlassen worden war, verließ auch Drazan den Verein und heuerte beim First Vienna FC an. Für diesen debütierte er bereits eine Woche später ausgerechnet bei einer 0:2-Niederlage gegen den SC Eisenstadt. Bis zur Winterpause absolvierte er für die Vienna drei Ligaspiele; über Einsätze in den nachfolgenden Mittleren Play-offs ist nichts bekannt. Sein Trainer, der aus Bratislava stammende Arnošt Hložek, genannt Ernst Hložek, hatte ihn dabei noch mit längeren Einsätzen bedacht. Unter dessen Nachfolger, dem Wiener Ernst Dokupil, fand Drazan in der Saison 1987/88 zwar Berücksichtigung, wurde jedoch nur selten mit längeren Einsätzen bedacht und zumeist als Ersatzspieler eingesetzt. Nachdem er noch am 23. November 1987 bei einem 4:0-Auswärtserfolg über den GAK bis zur 86. Spielminute im Einsatz gewesen war, trat er noch in der gleichen Woche einen Wechsel zum VfB Mödling an. Für diesen absolvierte er bereits am 29. November 1987 unter Trainer Josef Schneider bei einer 1:6-Heimniederlage gegen VOEST Linz sein erstes und einziges Spiel, bei dem er zudem noch den einzigen Treffer seiner Mannschaft erzielte. Danach scheinen keine weiteren Pflichtspieleinsätze Drazans mehr für den damaligen Mödlinger Erstligisten auf. Spätestens zu Saisonende hatte er den VfB Mödling wieder verlassen.

### Karriereausklang im unterklassigen Fußball
Gleich im Anschluss kam der mittlerweile 31-jährige Mittelfeldakteur bei seinem Heimatverein ASV Vösendorf unter und war bis 1992 für diesen aktiv. Während dieser Zeit trat er als Spielertrainer in Erscheinung und war mit der Mannschaft unter anderem im Jahre 1991 in den Abstiegskampf verwickelt; ein 2:1-Sieg über den SK Austria Klagenfurt sicherte nur kurzfristig den Klassenerhalt; eine knappe 1:2-Niederlage gegen den SR Donaufeld im letzten Spiel bedeutete den Abstieg in die Regionalliga. 1992, mittlerweile 35-jährig, wechselte Drazan zum SK Pama mit Spielbetrieb in der 1. Klasse Nord und war auch hier bis zu seinem Abgang ein Jahr später als Spielertrainer im Einsatz. Im Frühjahr 1993 spielte er für den weiter südlich gelegenen SC Apetlon in der 2. Liga Nord und wechselte vom burgenländischen Amateurfußball zurück in den Wiener Amateurfußball, als er sich noch in der Saison 1993/94 dem SC Siebenhirten anschloss. Für den Klub aus dem Wiener Stadtteil Siebenhirten im 23. Wiener Gemeindebezirk Liesing kam er in der 2. Klasse Ost-Mitte zum Einsatz und wurde in dieser Spielzeit mit dem Team Vizemeister dieser Liga. Weitere Spielstationen danach sind nicht bekannt.

## Trainerkarriere
Nachdem er ab Ende der 1980er Jahre bei bereits genannten Vereinen auf Amateurebene als Spielertrainer im Einsatz gewesen war, trainierte er später unter anderem auch den FC Laxenburg. Von Saisonbeginn 2001/02 bis zur Winterpause war er Trainer des Landstraßer AC und in der darauffolgenden Spielzeit 2002/03 Trainer des IC Favoriten. Beide Vereine fusionierten wenige Jahre später zum Landstraßer AC-IC, ehe es zu weiteren Fusionierungen kam. Einer von Drazans betreuten Spielern zu dieser Zeit war der bereits in der Mitte seiner 40er stehende Peter Paluch. Erfolgreich verlief für Drazan die nachfolgende Saison 2003/04. In dieser wurde er mit dem SV Wienerberg Meister der Oberliga und war zudem Hallensieger, sowie Sieger des Wiener Fußballcups. Das Finale des Wiener Fußballcups wurde vom SV Wienerberg mit 2:1 über den Liesinger ASK gewonnen.
2005 war Drazan wieder kurzzeitig Trainer des IC Favoriten (etwa von März bis Dezember 2005). Noch in der Winterpause 2005/06 schloss er sich dem VfB Admira Wacker Mödling an und wurde Trainer der zweiten Mannschaft des Vereins. Mit der Mannschaft mit Spielbetrieb in der drittklassigen Regionalliga Ost wurde er am Ende Fünfter. In der Sommerpause ging es für ihn innerhalb der Liga zum First Vienna FC, der in der vorangegangenen Spielzeit mit drei Punkten Rückstand auf Meister SC-ESV Parndorf 1919 Dritter geworden war. Am Ende der Spielzeit 2006/07 rangierte die Vienna ein weiteres Mal auf dem dritten Tabellenplatz, hatte jedoch am Ende ganze zwölf Punkte Rückstand auf den Meister ASK Schwadorf. Nach elf absolvierten Meisterschaftsspielen 2007/08 verließ Drazan, nachdem er mit seinem Team zwei Spiele hintereinander knapp verloren hatte, die Döblinger.
Im Jahre 2010 trat er für einen Zeitraum von drei Monaten (Juni bis September) kurzzeitig als Cheftrainer des Wiener Sportklub in Erscheinung.

## Tod
Am 29. Juli 2019 starb Drazan im Alter von 62 Jahren an einem Herzversagen. Am 8. August 2019 wurde Drazan am Friedhof Mödling beerdigt.

## Sportliche Erfolge

### Als Spieler
mit dem der SpG Austria/WAC bzw. dem FK Austria Wien
- 4× Österreichischer Meister: 1975/76, 1977/78, 1983/84 und 1984/85
- 1× Österreichischer Pokalsieger: 1976/77
- 2× Österreichischer Pokalfinalist: 1983/84 und 1984/85
- 1× Finalist im Europapokal der Pokalsieger: 1977/78
- 1× Österreichischer Hallenmeister: 1984/85

mit dem FC Admira/Wacker
- 1× Österreichischer Pokalfinalist: 1978/79

mit dem SK VOEST Linz
- 1× Österreichischer Vizemeister: 1979/80

mit dem SC Eisenstadt
- 1× Vizemeister der 2. Division und Aufstieg in die 1. Division: 1981/82

mit dem ASV Vösendorf
- 1× Meister der Regionalliga Ost: 1988/89
- 1× Meister der 2. Klasse Ost/Mitte: 1991/92

mit dem SC Siebenhirten
- 1× Meister der 2. Klasse Ost/Mitte: 1993/94

### Als Trainer
mit dem ASV Vösendorf
- 1× Meister der Regionalliga Ost: 1988/89

mit dem SV Wienerberg
- 1× Meister der Oberliga A: 2003/04
- 1× Hallenmeister: 2003/04
- 1× Wiener Fußballcupsieger: 2003/04